# José Maria Rita de Castelo Branco
José Maria Rita de Castelo Branco Correia da Cunha Vasconcelos e Sousa, o 1º conde da Figueira (Salvaterra de Magos, 5 de fevereiro de 1788 – Lisboa, 16 de março de 1872) foi um nobre, militar e político português.

## Biografia
A carta régia de 30 de Abril de 1826 o elegeu par do reino, de que prestou juramento e tomou posse na sessão da respectiva câmara de 31 de Outubro do mesmo ano.
Era igualmente grande de Espanha de 1.ª classe, sendo marquês de Olias e Zursial, na Catalunha, e marquês de Mortara, no ducado de Milão.
Fez parte da expedição portuguesa a Pernambuco em 1817.
Foi governador da capitania de São Pedro do Rio Grande do Sul, de 19 de outubro de 1818 a 22 de setembro de 1820, tendo sido o comissário de Portugal nas delimitações das fronteiras com a província de Montevideu.
Foi ainda par do Reino e serviu como reposteiro-mor nos actos de aclamação de D. João VI de Portugal.
Regressou ao Reino de Portugal com a princesa D. Maria Francisca Beneditina de Bragança, de quem era veador, e serviu de ajudante de campo do infante D. Miguel e comandante em chefe, em 1833.
Foi um fidalgo sempre dedicado ao Partido Legitimista, dito "miguelista".
Obteve a grã-cruz da Ordem de Nossa Senhora da Conceição de Vila Viçosa (6.2.1818) e a grã-cruz da Ordem da Torre e Espada (1820)

## Dados Genealógicos
Filho de: José Luís de Vasconcelos e Sousa e de Maria Rita de Castelo Branco Correia da Cunha, marquesa de Belas.
Casado duas vezes.
- 1.º Casamento com: Maria José de Melo Menezes e Silva. Sem descendência.
- 2.º Casamento com: Maria Amália Machado Eça Castro e Vasconcelos Magalhães Orosco e Ribera, filha de Luís Machado de Mendonça Eça Castro e Vasconcelos e de Maria Ana de Saldanha de Oliveira e Daun. Descendente de Félix José Machado de Mendonça Eça Castro e Vasconcelos, 6.º senhor de Entre Homem e Cávado.

Pais de:
- D. Ana Maria de Jesus Machado de Castelo-Branco Correia Cunha Vasconcelos Sousa
- D. Maria Rita da Conceição Machado de Castello-Branco Mendonça e Vasconcellos casada com D. Lourenço José Maria Boaventura de Almada Cyrne Peixoto, 3º conde de Almada.
- José Jorge Machado de Mendoça Eça Castro Vasconcelos de Castelo-Branco, 2º conde da Figueira, casado com  Isabel Maria de Oliveira Pinto da França.
- D. Maria Ana Isabel Apolónia Machado de Mendonça Eça Castelo-Branco casada com António Pereira da Cunha e Castro.
- D. Maria Amália Machado de Castelo-Branco casada com Duarte Taveira Pimentel Carvalho Meneses
- D. Maria da Santíssima Trindade Machado de Castelo-Branco.
- D. Maria de Jesus Bárbara Machado de Castelo-Branco casada com António Augusto de Almeida Portugal Correia de Lacerda (governador de Moçambique) e Luis Paulino de Oliveira Pinto da França, 2º conde da Fonte Nova.
- D. Maria das Dores Machado de Castelo-Branco.
- D. Maria da Conceição Machado Castelo-Branco casada com José Correia de Sá e Benevides Velasco da Câmara, filho do 6º visconde de Asseca.